# Szopka w kościele św. Franciszka Serafickiego w Poznaniu

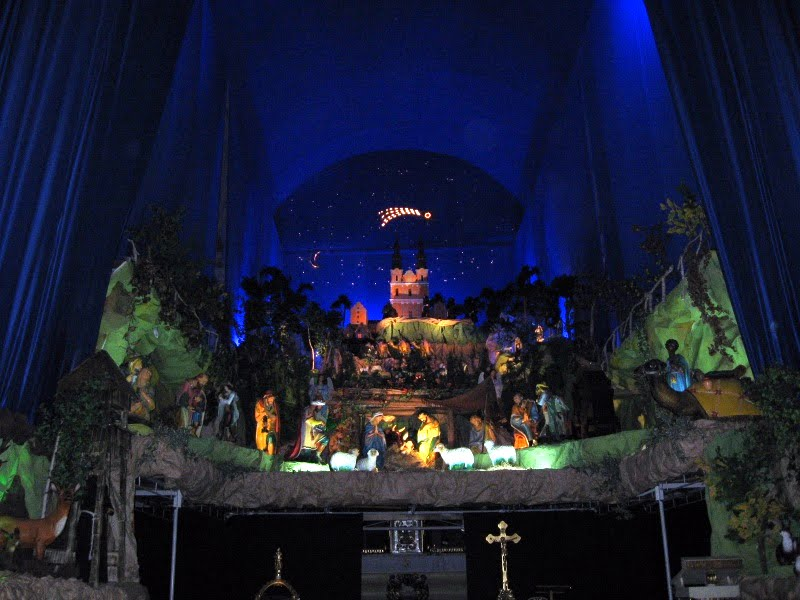
Szopka w kościele św. Franciszka Serafickiego w Poznaniu

Szopka w kościele św. Franciszka Serafickiego – szopka bożonarodzeniowa budowana corocznie w kościele św. Franciszka Serafickiego w Poznaniu.
Szopka uchodzi za jedną z największych w Europie. Stawiana od lat 50. XX wieku, zawiera ponad 250 figur, z których duża część jest dziełem zakonników franciszkańskich, jacy są obecnie gospodarzami świątyni. W centrum znajduje się Święta Rodzina naturalnej wielkości (np. św. Józef mierzy 180 cm wzrostu). Przedstawienie ma 30 m głębokości, 17 m wysokości i 10 m szerokości. Kubatura wynosi ponad 4600 m³; stelaż waży ok. 4 tony. Część figur jest ruchoma. Całość zdobi oświetlenie barwnymi lampami i reflektorami.